# Belarus International 2018
Die Belarus International 2018 im Badminton fanden vom 6. bis zum 9. September 2018 in Minsk statt.

## Sieger und Platzierte
| Disziplin    | Gold                                    | Silber                                 | Bronze                                    |
| ------------ | --------------------------------------- | -------------------------------------- | ----------------------------------------- |
| Herreneinzel | Ade Resky Dwicahyo                      | Léo Rossi                              | Valeriy Atrashchenkov                     |
| Herreneinzel | Ade Resky Dwicahyo                      | Léo Rossi                              | Michał Rogalski                           |
| Dameneinzel  | Marie Batomene                          | Anastasiia Semenova                    | Katia Normand                             |
| Dameneinzel  | Marie Batomene                          | Anastasiia Semenova                    | Alesia Zaitsava                           |
| Herrendoppel | Ade Resky Dwicahyo Azmy Qowimuramadhoni | Thomas Baures Léo Rossi                | Alexander Bass Daniel Chislov             |
| Herrendoppel | Ade Resky Dwicahyo Azmy Qowimuramadhoni | Thomas Baures Léo Rossi                | Aleksander Jabłoński Krzysztof Jakowczuk  |
| Damendoppel  | Olga Arkhangelskaya Elizaveta Tarasova  | Yuliya Kazarinova Yevgeniya Paksyutova | Ekaterina Kut Daria Serebriakova          |
| Damendoppel  | Olga Arkhangelskaya Elizaveta Tarasova  | Yuliya Kazarinova Yevgeniya Paksyutova | Anastasiia Sharapova Alisa Shvetcova      |
| Mixed        | Robert Cybulski Wiktoria Dąbczyńska     | Ivan Druzchenko Yuliya Kazarinova      | Andrei Klimenkov Anastasiya Cherniavskaya |
| Mixed        | Robert Cybulski Wiktoria Dąbczyńska     | Ivan Druzchenko Yuliya Kazarinova      | Mark Šames Vytautė Fomkinaitė             |